# Marius Vazeilles
Marius Vazeilles, nacido el 29 de julio de 1881 en Messeix (Puy-de-Dôme, Francia), fallecido el 7 de junio de 1973 en Meymac (Corrèze), fue un experto forestal, un sindicalista, un hombre político y un arqueólogo francés.

## Biografía
Hijo de un guardabosques, graduado mayor de la « École forestière des Barres », enseñó primero como instructor interino en Saint-Sauves-d'Auvergne. Entre 1911 y 1912, ocupó el cargo de guarda general de aguas y bosques de Mauriac. En 1913, fue adscrito a trabajar para mejoramientos agrícolas y se trasladó a Meymac.
Durante la Primera Guerra Mundial, fue movilizado. Pero en 1915, que fue detraido del ejército gracias a la intervención de Henri Queuille para poner en valor la "meseta de Millevaches". Estudia de manera detallada esa región y en 1917, publicó su libro « Mise en valeur du plateau de Millevaches » (Puesta en valor de la meseta de Millevaches) que todavía sigue siendo una de las obras fundamentales de la gestión forestal y agrícola.
En 1919, deja la administration des Eaux et Forêts, y se convierte en viverista más adelante en experto forestal en Meymac. Pone a punto la plantación en Puy Chabrol de casi 400 nuevas especies forestales (especialmente coníferas) especies de plantas desconocidas en la región y planta 38 hectáreas del Arboretum du Puy Chabrol.
También apasionado de la arqueología, Marius Vazeilles se convierte en un especialista en la época celta, galo-romana y merovingia, que pone de relieve en las huellas dejadas en la meseta de Millevaches. Buscó sin descanso clasifica y publica sus descubrimientos que reúne en colecciones perfectamente indexados. La mayoría de sus colecciones, fruto de más de 150 estudios fueron reagrupadas en el " museo Marius Vazeilles" después de la creación en 1974, de la "fundación Marius Vazeilles" inicialmente presidida por su hija, Mme Marcelle Magné-Vazeilles.
Sus hallazgos, que se había colocado previamente en una gran cabaña que le servía como almacén, en el fondo de su jardín, fueron trasladados luego a la antigua "Abadía de Saint-André de Meymac".
Marius Vazeilles fue también un activista comprometido con el sindicalismo agrícola en el seno del Partido Comunista Francés de 1924 a 1928. Concejal comunista en Meymac, elegido en 1936 diputado del Frente Popular por la circunscripción de Ussel, organizó y dirigió la Federación Comunista del departamento de Corrèze y la Federación Nacional de trabajadores campesinos. A pesar de su desacuerdo con la firma del Pacto germano-soviético 23 de agosto de 1939, pierde su mandato, detenido y arresto domiciliario en Tauves (Puy-de-Dôme).
Marius Vazeilles se desolidariza del partido comunista y dejará su militancia. El Partido lo excluye el 30 de diciembre de 1944.

## Publicaciones (selección)
- Mise en valeur du Plateau de Millevaches, 1920
- La très vieille histoire locale ; archéologie préhistorique, celtique et gallo-romaine de la montagne limousine, Cahiers archéologiques, 2 e et 3 e fascicules, 1936
- Inventaire préhistorique en Haute et Moyenne Corrèze, In: Bull. Soc. Lett. Sci. Arts Corrèze, t. LVII, 1953
- Le pays d'Ussel, Imp. du Corrézien, 1962